# (111) Ate
(111) Ate es un asteroide que forma parte del cinturón de asteroides y fue descubierto el 14 de agosto de 1870 por Christian Heinrich Friedrich Peters desde el observatorio Litchfield de Clinton, Estados Unidos. Está nombrado por Ate, una diosa de la mitología griega.

## Características orbitales
Ate está situado a una distancia media del Sol de 2,594 ua, pudiendo acercarse hasta 2,325 ua. Tiene una excentricidad de 0,1037 y una inclinación orbital de 4,932°. Emplea 1526 días en completar una órbita alrededor del Sol.